# امامزاده محمدصانع و محمداسماعیل
امامزاده محمدصانع ومحمداسماعیل مربوط به دوره زند - دوره قاجار است و در شهرستان کاشان، بخش قمصر، روستای ازوله واقع شده و این اثر در تاریخ ۳ اسفند ۱۳۵۵ با شمارهٔ ثبت ۱۳۵۳ به‌عنوان یکی از آثار ملی ایران به ثبت رسیده است.